# 게오르크 빌헬름 팝스트
게오르크 빌헬름 팝스트(독일어: Georg Wilhelm Pabst, 1885년 8월 25일 ~ 1967년 5월 29일)는 오스트리아의 영화 감독이자 극작가이다. 바이마르 공화국 시절에 주로 활동했으며, 영화 감독이 되기 이전에는 배우 겸 연극 감독으로도 활동했다.